# لكناديز
لڭناديز هي قرية مغربية غرب المملكة. تنتمي لڭناديز لإقليم خريبكة. تضم هذه الجماعة القروية 7.338 نسمة (إحصاء 2004).